# Iván de la Peña
Iván de la Peña López (pron. i'βan dela'peɲa; Santander, 6 maggio 1976) è un allenatore di calcio ed ex calciatore spagnolo, di ruolo centrocampista.
Ha legato la sua carriera sportiva ai colori dell'Espanyol, squadra in cui ha militato per nove stagioni e di cui è considerato un simbolo; in precedenza ha giocato per Barcellona, Lazio e Olympique Marsiglia.
Vanta a livello di club la vittoria di un Campionato spagnolo, tre Coppe di Spagna, una Supercoppa di Spagna, una Supercoppa italiana, una Supercoppa UEFA e due Coppe delle Coppe; a livello individuale è stato nominato giocatore rivelazione dell'edizione 95/96 del Campionato spagnolo, vincendo lo stesso anno anche il premio di miglior giovane e bissando il successo in quest'ultima categoria anche l'anno successivo.

## Caratteristiche tecniche
Trequartista dalla classe cristallina in grado di agire anche da centrale di centrocampo, fa di una eccelsa visione di gioco e di grandi doti di regia i suoi punti di forza; a causa di una grande leziosità in campo, unita ad alcuni limiti atletici, risulta invece molto carente dal punto di vista difensivo.
Giocatore dall'enorme talento individuale, dotato di estro e fantasia, è in grado di agire sia come primo playmaker della squadra che da rifinitore, eccellendo sia nel passaggio smarcante che nella gestione del possesso; risulta però carente dal punto di vista della finalizzazione.
Considerato ad inizio carriera come una delle più fulgide promesse del calcio spagnolo ed europeo, la poca professionalità dimostrata in svariate occasioni, unita alla scarsa propensione al sacrificio che ne ha caratterizzato la carriera ne hanno penalizzato fortemente l'ascesa ai massimi livelli.
A causa del suo stile di gioco compassato e cerebrale veniva soprannominato "Il piccolo Buddha" ( "El pequeno Buddha" in spagnolo).

## Carriera

### Giocatore

#### Club

##### Barcellona
Cresciuto nel settore giovanile del Racing Santander, fu prelevato dal Barcellona. Il debutto in prima squadra avvenne sotto la gestione Cruijff, il 3 settembre 1995, nella partita vinta per 0-2 sul campo del Real Valladolid, durante la quale il centrocampista entrò a gara in corso e segnò. In quella stagione de la Peña collezionò cinque presenze senza segnare alcuna rete, mentre il Barcellona si classificò al terzo posto, alle spalle dell'Atletico Madrid e del Valencia.
La definitiva consacrazione arrivò nella stagione 1996-1997, quando de la Peña divenne titolare del centrocampo in coppia con Guardiola, in una squadra che poteva contare sul talento di campioni del calibro di Ronaldo, Stoichkov e Figo: il Barcellona si piazzò secondo in classifica, dietro al Real Madrid. Quello fu un anno d'oro, trascinò il Barcellona e sembrava il nuovo fenomeno nascente del centrocampo blaugrana.

##### Lazio

de la Peña in azione con la maglia della Lazio nel 1998

Nel luglio 1998, con l'arrivo sulla panchina catalana dell'olandese van Gaal, de la Peña venne ceduto alla Lazio per 30 miliardi di lire; la società biancoceleste gli garantì un ingaggio-record per il calcio italiano, sei miliardi di lire a stagione, quando fino a quel momento solo Maradona e Ronaldo avevano percepito cifre superiori.
Quella però non risultò una scelta azzeccata e la sua carriera subì un brusco ridimensionamento. Quel fenomeno ammirato dai tifosi blaugrana non si vide più. L'avventura romana non iniziò nel migliore dei modi, presentandosi fuori forma, tuttavia nel suo esordio agostano contribuì alla vittoria della Supercoppa italiana contro la Juventus (2-1). Ciò nonostante, nel prosieguo della stagione non seppe ripagare appieno la fiducia che il club riponeva in lui; a fine anno, ormai relegato ai margini della squadra, arrivò da comprimario la vittoria in Coppa delle Coppe grazie al successo per 2-1 in finale sugli spagnoli del Maiorca.

##### Olympique Marsiglia, ritorni a Barcellona e Lazio
Nell'estate 1999 fu ceduto in prestito all'Olympique Marsiglia, ma neanche in Provenza riuscì a emergere, disputando 14 partite e realizzando 1 solo gol.
Dopo l'esperienza in Francia, fece ritorno prima al Barcellona e poi alla Lazio; nel 2002 la società italiana lo cedette definitivamente all'Espanyol.

##### Espanyol
In Catalogna rimane fino al termine della stagione 2010-2011, collezionando oltre 150 presenze in campionato. Nella stagione 2008-2009 realizzò addirittura una doppietta nel derby vinto contro il Barcellona per 2-1. Il 19 maggio 2011 ufficializzò il suo ritiro dal calcio giocato. Nella conferenza stampa d'addio espresse la volontà di rimanere nel mondo del calcio.

#### Nazionale
Con la nazionale Under-21 disputa l'europeo di categoria nel 1996 sbagliando, come Raúl, il proprio rigore nella finale persa contro l'Italia.
Con la nazionale spagnola debuttò nel 2005 all'età di 29 anni, dopo aver partecipato nel 1996, con la selezione olimpica, ai Giochi di Atlanta.

### Allenatore
L'8 giugno 2011, appena ritiratosi dal calcio giocato, de la Peña fu chiamato da Luis Enrique per fargli da vice sulla panchina della Roma. Il 12 agosto decise di lasciare l'incarico adducendo motivi personali.

## Statistiche

### Presenze e reti nei club
| Stagione            | Squadra             | Campionato          | Campionato | Campionato | Coppe nazionali | Coppe nazionali | Coppe nazionali | Coppe continentali | Coppe continentali | Coppe continentali | Altre coppe | Altre coppe | Altre coppe | Totale | Totale |
| Stagione            | Squadra             | Comp                | Pres       | Reti       | Comp            | Pres            | Reti            | Comp               | Pres               | Reti               | Comp        | Pres        | Reti        | Pres   | Reti   |
| ------------------- | ------------------- | ------------------- | ---------- | ---------- | --------------- | --------------- | --------------- | ------------------ | ------------------ | ------------------ | ----------- | ----------- | ----------- | ------ | ------ |
| 1993-1994           | Barcellona B        | SD                  | 3          | 0          | -               | -               | -               | -                  | -                  | -                  | -           | -           | -           | 3      | 0      |
| 1994-1995           | Barcellona B        | SD                  | 31         | 4          | -               | -               | -               | -                  | -                  | -                  | -           | -           | -           | 31     | 4      |
| 1995-1996           | Barcellona B        | SD                  | 3          | 1          | -               | -               | -               | -                  | -                  | -                  | -           | -           | -           | 3      | 1      |
| Totale Barcellona B | Totale Barcellona B | Totale Barcellona B | 37         | 5          |                 | -               | -               |                    | -                  | -                  |             | -           | -           | 37     | 5      |
| 1995-1996           | Barcellona          | PD                  | 31         | 7          | CR              | 4               | 0               | CU                 | 7                  | 2                  | -           | -           | -           | 42     | 9      |
| 1996-1997           | Barcellona          | PD                  | 33         | 2          | CR              | 3               | 1               | CdC                | 6                  | 0                  | SS          | 1           | 1           | 43     | 4      |
| 1997-1998           | Barcellona          | PD                  | 17         | 2          | CR              | 2               | 0               | UCL                | 2                  | 0                  | SU+SS       | 1+0         | 0           | 22     | 2      |
| 1998-1999           | Lazio               | A                   | 15         | 0          | CI              | 3               | 0               | CdC                | 4                  | 1                  | SI          | 1           | 0           | 23     | 1      |
| 1999-2000           | Olympique Marsiglia | D1                  | 12         | 1          | CF+CdL          | 0               | 0               | UCL                | 7                  | 0                  | -           | -           | -           | 19     | 1      |
| 2000-2001           | Barcellona          | PD                  | 9          | 0          | CR              | 1               | 0               | UCL+CU             | 3+0                | 0                  | -           | -           | -           | 13     | 0      |
| Totale Barcellona   | Totale Barcellona   | Totale Barcellona   | 90         | 11         |                 | 10              | 1               |                    | 18                 | 2                  |             | 2           | 1           | 120    | 15     |
| 2001-2002           | Lazio               | A                   | 1          | 0          | CI              | 1               | 0               | UCL                | 0                  | 0                  | -           | -           | -           | 2      | 0      |
| Totale Lazio        | Totale Lazio        | Totale Lazio        | 16         | 0          |                 | 4               | 0               |                    | 4                  | 1                  |             | 1           | 0           | 25     | 1      |
| 2002-2003           | Espanyol            | PD                  | 29         | 0          | CR              | 0               | 0               | -                  | -                  | -                  | -           | -           | -           | 29     | 0      |
| 2003-2004           | Espanyol            | PD                  | 25         | 1          | CR              | 0               | 0               | -                  | -                  | -                  | -           | -           | -           | 25     | 1      |
| 2004-2005           | Espanyol            | PD                  | 29         | 3          | CR              | 0               | 0               | -                  | -                  | -                  | -           | -           | -           | 29     | 3      |
| 2005-2006           | Espanyol            | PD                  | 30         | 0          | CR              | 4               | 0               | CU                 | 8                  | 0                  | -           | -           | -           | 42     | 0      |
| 2006-2007           | Espanyol            | PD                  | 26         | 0          | CR              | 1               | 0               | CU                 | 10                 | 1                  | SS          | 1           | 0           | 38     | 1      |
| 2007-2008           | Espanyol            | PD                  | 12         | 0          | CR              | 3               | 0               | -                  | -                  | -                  | -           | -           | -           | 15     | 0      |
| 2008-2009           | Espanyol            | PD                  | 22         | 4          | CR              | 0               | 0               | -                  | -                  | -                  | -           | -           | -           | 22     | 4      |
| 2009-2010           | Espanyol            | PD                  | 4          | 0          | CR              | 1               | 0               | -                  | -                  | -                  | -           | -           | -           | 5      | 0      |
| 2010-2011           | Espanyol            | PD                  | 1          | 0          | CR              | 0               | 0               | -                  | -                  | -                  | -           | -           | -           | 1      | 0      |
| Totale Espanyol     | Totale Espanyol     | Totale Espanyol     | 178        | 8          |                 | 9               | 0               |                    | 18                 | 1                  |             | 1           | 0           | 206    | 9      |
| Totale carriera     | Totale carriera     | Totale carriera     | 296        | 20         |                 | 23              | 1               |                    | 47                 | 4                  |             | 4           | 1           | 370    | 26     |

### Cronologia presenze e reti in nazionale
| Cronologia completa delle presenze e delle reti in nazionale ― Spagna | Cronologia completa delle presenze e delle reti in nazionale ― Spagna | Cronologia completa delle presenze e delle reti in nazionale ― Spagna | Cronologia completa delle presenze e delle reti in nazionale ― Spagna | Cronologia completa delle presenze e delle reti in nazionale ― Spagna | Cronologia completa delle presenze e delle reti in nazionale ― Spagna | Cronologia completa delle presenze e delle reti in nazionale ― Spagna | Cronologia completa delle presenze e delle reti in nazionale ― Spagna |
| Data                                                                  | Città                                                                 | In casa                                                               | Risultato                                                             | Ospiti                                                                | Competizione                                                          | Reti                                                                  | Note                                                                  |
| --------------------------------------------------------------------- | --------------------------------------------------------------------- | --------------------------------------------------------------------- | --------------------------------------------------------------------- | --------------------------------------------------------------------- | --------------------------------------------------------------------- | --------------------------------------------------------------------- | --------------------------------------------------------------------- |
| 9-2-2005                                                              | Almería                                                               | Spagna                                                                | 5 – 0                                                                 | San Marino                                                            | Qual. Mondiali 2006                                                   | -                                                                     | 76’                                                                   |
| 26-3-2005                                                             | Salamanca                                                             | Spagna                                                                | 3 – 0                                                                 | Cina                                                                  | Amichevole                                                            | -                                                                     |                                                                       |
| 30-3-2005                                                             | Belgrado                                                              | Serbia e Montenegro                                                   | 0 – 0                                                                 | Spagna                                                                | Qual. Mondiali 2006                                                   | -                                                                     | 46’                                                                   |
| 3-9-2005                                                              | Santander                                                             | Spagna                                                                | 2 – 1                                                                 | Canada                                                                | Amichevole                                                            | -                                                                     | 74’                                                                   |
| 12-10-2005                                                            | Serravalle                                                            | San Marino                                                            | 0 – 6                                                                 | Spagna                                                                | Qual. Mondiali 2006                                                   | -                                                                     |                                                                       |
| Totale                                                                |                                                                       | Presenze                                                              | 5                                                                     |                                                                       | Reti                                                                  | 0                                                                     |                                                                       |

| Cronologia completa delle presenze e delle reti in nazionale ― Spagna olimpica | Cronologia completa delle presenze e delle reti in nazionale ― Spagna olimpica | Cronologia completa delle presenze e delle reti in nazionale ― Spagna olimpica | Cronologia completa delle presenze e delle reti in nazionale ― Spagna olimpica | Cronologia completa delle presenze e delle reti in nazionale ― Spagna olimpica | Cronologia completa delle presenze e delle reti in nazionale ― Spagna olimpica | Cronologia completa delle presenze e delle reti in nazionale ― Spagna olimpica | Cronologia completa delle presenze e delle reti in nazionale ― Spagna olimpica |
| Data                                                                           | Città                                                                          | In casa                                                                        | Risultato                                                                      | Ospiti                                                                         | Competizione                                                                   | Reti                                                                           | Note                                                                           |
| ------------------------------------------------------------------------------ | ------------------------------------------------------------------------------ | ------------------------------------------------------------------------------ | ------------------------------------------------------------------------------ | ------------------------------------------------------------------------------ | ------------------------------------------------------------------------------ | ------------------------------------------------------------------------------ | ------------------------------------------------------------------------------ |
| 20-7-1996                                                                      | Orlando                                                                        | Spagna olimpica                                                                | 2 – 0                                                                          | Arabia Saudita olimpica                                                        | Olimpiadi 1996 - 1º turno                                                      | -                                                                              | 70’                                                                            |
| 22-7-1996                                                                      | Orlando                                                                        | Francia olimpica                                                               | 1 – 1                                                                          | Spagna olimpica                                                                | Olimpiadi 1996 - 1º turno                                                      | -                                                                              | 65’ 85’                                                                        |
| 24-7-1996                                                                      | Orlando                                                                        | Spagna olimpica                                                                | 3 – 2                                                                          | Australia olimpica                                                             | Olimpiadi 1996 - 1º turno                                                      | -                                                                              | 60’                                                                            |
| 27-7-1996                                                                      | Birmingham                                                                     | Argentina olimpica                                                             | 4 – 0                                                                          | Spagna olimpica                                                                | Olimpiadi 1996 - Quarti di finale                                              | -                                                                              | 56’                                                                            |
| Totale                                                                         |                                                                                | Presenze                                                                       | 4                                                                              |                                                                                | Reti                                                                           | 0                                                                              |                                                                                |

| Cronologia completa delle presenze e delle reti in nazionale ― Spagna under 20 | Cronologia completa delle presenze e delle reti in nazionale ― Spagna under 20 | Cronologia completa delle presenze e delle reti in nazionale ― Spagna under 20 | Cronologia completa delle presenze e delle reti in nazionale ― Spagna under 20 | Cronologia completa delle presenze e delle reti in nazionale ― Spagna under 20 | Cronologia completa delle presenze e delle reti in nazionale ― Spagna under 20 | Cronologia completa delle presenze e delle reti in nazionale ― Spagna under 20 | Cronologia completa delle presenze e delle reti in nazionale ― Spagna under 20 |
| Data                                                                           | Città                                                                          | In casa                                                                        | Risultato                                                                      | Ospiti                                                                         | Competizione                                                                   | Reti                                                                           | Note                                                                           |
| ------------------------------------------------------------------------------ | ------------------------------------------------------------------------------ | ------------------------------------------------------------------------------ | ------------------------------------------------------------------------------ | ------------------------------------------------------------------------------ | ------------------------------------------------------------------------------ | ------------------------------------------------------------------------------ | ------------------------------------------------------------------------------ |
| 13-4-1995                                                                      | Doha                                                                           | Burundi under 20                                                               | 1 – 5                                                                          | Spagna under 20                                                                | Mondiali Under-20 1995 - 1º turno                                              | -                                                                              | 87’                                                                            |
| 19-4-1995                                                                      | Doha                                                                           | Spagna under 20                                                                | 6 – 3                                                                          | Cile under 20                                                                  | Mondiali Under-20 1995 - 1º turno                                              | 1                                                                              |                                                                                |
| 23-4-1995                                                                      | Doha                                                                           | Spagna under 20                                                                | 4 – 1                                                                          | Russia under 20                                                                | Mondiali Under-20 1995 - Quarti di finale                                      | -                                                                              | 66’                                                                            |
| 25-4-1995                                                                      | Al Rayyan                                                                      | Spagna under 20                                                                | 0 – 3                                                                          | Argentina under 20                                                             | Mondiali Under-20 1995 - Semifinale                                            | -                                                                              | 56’                                                                            |
| 28-4-1995                                                                      | Al Rayyan                                                                      | Portogallo under 20                                                            | 3 – 2                                                                          | Spagna under 20                                                                | Mondiali Under-20 1995 - Finale 3º posto                                       | 1                                                                              | 86’                                                                            |
| Totale                                                                         |                                                                                | Presenze                                                                       | 5                                                                              |                                                                                | Reti                                                                           | 2                                                                              |                                                                                |

## Palmarès

### Giocatore

#### Club

##### Competizioni nazionali
- Supercoppa di Spagna: 1

Barcellona: 1996
- Coppa di Spagna: 3

Barcellona: 1996-1997, 1997-1998
Espanyol: 2005-2006
- Campionato spagnolo: 1

Barcellona: 1997-1998
- Supercoppa italiana: 1

Lazio: 1998

##### Competizioni internazionali
- Coppa delle Coppe: 2

Barcellona: 1996-1997
Lazio: 1998-1999
- Supercoppa UEFA: 1

Barcellona: 1997

#### Individuale
- Premio Don Balón: 1

Giocatore rivelazione: 1995-1996